# Liroux (Dinant)
Pour les articles homonymes, voir Liroux.
Liroux est un hameau belge de la commune de Dinant situé en Région wallonne dans la province de Namur.

## Histoire
Attesté pour la première fois en 1503, on ne connaît pas l'origine du nom. Anciennement Liro, Liroz, Liroux était une dépendance directe de la mairie de Ciney. Ce petit hameau d'Achêne fut rattaché à Dinant en 1977.